# Энвайронментальная криминология
Энвайронментальная криминология (англ. Environmental criminology) – раздел криминологии, выделяющий элементы окружающей и городской среды, оказывающие криминогенное воздействие на человека, а также анализирующий степень осознанности его поведения.
В отличие от традиционных криминологических теорий, энвайронментальная криминология не пытается выявить глубинные причины преступности и объяснить причины становления человека преступником. Она сосредотачивает свои исследовательские ресурсы на анализе образцов мотивации, возможностей, благоприятствующих преступности, на рассмотрении возможностей обеспечения безопасности и защиты жертв доступных в момент совершения преступления, изучении среды в которой происходят события преступления. Энвайронментальная криминология ограничивает предмет своего изучения временем события правонарушения, в нём выявляются распространенные модели поведения и средовые факторы которые связаны с данными моделями, способны воспрепятствовать или, наоборот, способствовать намерениям злоумышленника. Энвайронментальная криминология связана с ситуационным подходом в криминологии и анализе преступности.

## География, топография и экология преступности
География преступности отображает пространственно-территориальную разбивку преступлений по странам, регионам и местностям.
Немецкий криминолог Г. Й. Шнайдер дополняет географию преступности понятиями «экология преступности» и «топография преступности». По его мнению, «экология преступности» охватывает взаимодействие среды, климата, природного ландшафта растительного и животного мира, структуры строительства, с одной стороны, и человеческих переживаний и преступного поведения — с другой. А «топография преступности» сосредотачивается на анализе мест преступления, которые могут быть и внутри зданий, и в квартирах, и магазинах, и в гостиницах, и в больницах; она же может охватывать ещё социально-структурные перспективы места происшествия.

## Чикагская школа и экология преступности
Крупным явлением в истории социологии преступности является Чикагская школа социологии. Первые социологические и девиантологические исследования в Чикаго начали в 1920-е годы сотрудники Чикагского университета под руководством Э. Бёрджесса. Наиболее известные участники этих исследований — К. Шоу, Г. Маккей, Р. Парк, Ф. Трэшер и др.
Чикагская школа известна изучением влияния городской экологии на девиантность. Оно было обусловлено тем, что тогда Чикаго стал «криминальной столицей» США, в нём орудовали многочисленные гангстерские банды.
В результате исследований были выделены пять концентрических зон (модель концентрических зон города). Чикаго, отличавшихся в масштабах города своими функциями, составом населения, стилем жизни, социальными проблемами (делинквентностью, преступностью, детской смертностью, туберкулезом, психическими расстройствами): центральный деловой и промышленный район, промежуточная зона трущоб, рабочие кварталы, жилые городские кварталы, пригородная зона коттеджей среднего класса. Наиболее криминогенными оказались промежуточные районы между жилыми и деловыми, деловыми и промышленными кварталами . Это объяснялось, в частности, тем, что развивающаяся промышленность и торговля вторглись в зону традиционных жилых застроек. Теперь проживание в этих районах становилось не престижным и нежелательным. Поэтому именно здесь поселялись бедняки и многочисленные иммигранты.
Интересно, что аналогичный экологический анализ Балтимора не подтвердил ряд выводов по Чикаго.
В последующем экологическая теория криминологии получила распространение в США и некоторых европейских государствах.

## Энвайронментальный подход
Особенностью энвайронментальной криминологии является изучение правонарушения, преступности и виктимизации в связи с особенностями среды и с учетом того как индивиды и группы организуют собственную активность пространственно. Таким образом выделяются средовые и пространственные факторы преступления.
Энвайронментальный подход в криминологии был применён в 1980-х Паулем и Патрицией Брантингхемами при анализе контекстных факторов и факторов среды влияющих на криминальную активность. Модель включала такие факторы как пространство (география), время, закон, правонарушитель, потерпевший.
В рамках энвайронментального подхода в криминологии исследуется место и время, где и когда произошло преступление. Учитываются способ землепользования, особенности системы движения и перемещения, проектные особенности улицы, повседневная активность и перемещения жертв и правонарушителей.